# Jardí Botànic de Curitiba
El Jardí Botànic de Curitiba (en portuguès: 'Jardim Botânico de Curitiba) - també conegut com el "Jardim Botânico Fanchette Rischbieter" - és el Jardí Botànic de la ciutat de Curitiba, la capital de l'estat de Paraná, la ciutat més gran del sud de Brasil.
És la major atracció turística de la ciutat - el 2007 era el lloc més votat en una elecció en línia per triar "les set meravelles del Brasil" i és part del campus de la Universitat Federal de Paraná (la universitat més antiga del Brasil). És el símbol no oficial de la ciutat i de tota la Regió Sud del Brasil.
El codi d'identificació internacional és CURIT.

## Història

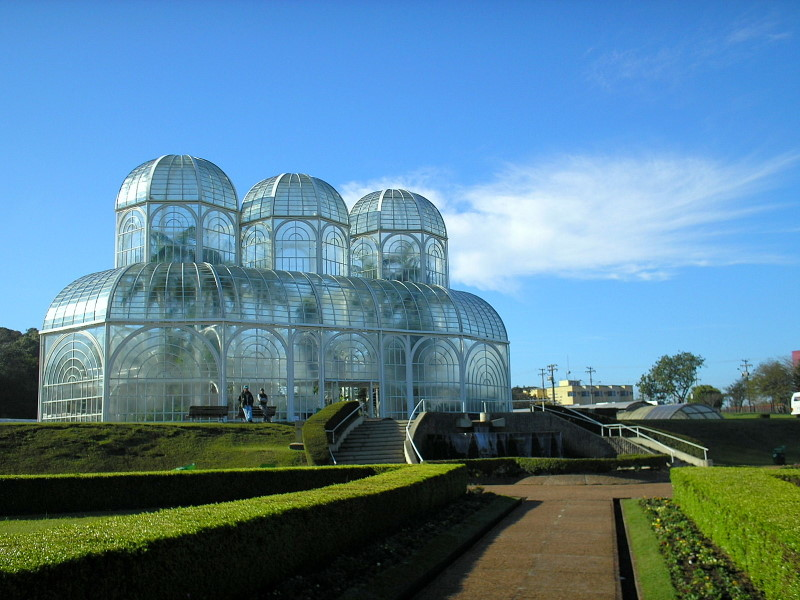
El gran hivernacle.

El primer Jardí Botànic de Curitiba va ser el Passeio Público (Públic Passeig), al segle xix. Inaugurat pel president de la Província de Paraná, Alfredo d'Escragnolle Taunay, va ser el primer parc públic de la ciutat.

### Nom
El nom oficial - "Jardim Botânico Fanchette Rischbieter" - és un homenatge a l'urbanista Francisca Maria (Fanchette) Garfunkel Rischbieter (1929-1989), pioner en el treball de planificació urbana de Curitiba.

### Localització actual
Creat en un lloc que va ser utilitzat com a dipòsit d'escombraries, va ser inaugurat en l'administració de l'alcalde Jaime Lerner, el 5 d'octubre de 1991, en l'estil dels jardins francesos. Els hivernacles de ferro i vidre - el principal d'ells inspirats en el Palau de Vidre (un edifici que va existir a Londres en 1851) van ser dissenyats per l'arquitecte Abraão Assad, qui també va planejar el Museu Botànic.

### Descripció
El Jardí Botànic de Curitiba és la més sabia de Curitiba lloc, i conté moltes plantes brasileres i d'altres països, distribuïts en els bulevards i els hivernacles de ferro i vidre - el principal d'ells, en un estil Art Nouveau amb una estructura metàllica moderna, s'assembla a la de mitjan segle xix al Crystal Palace d'Anglaterra.

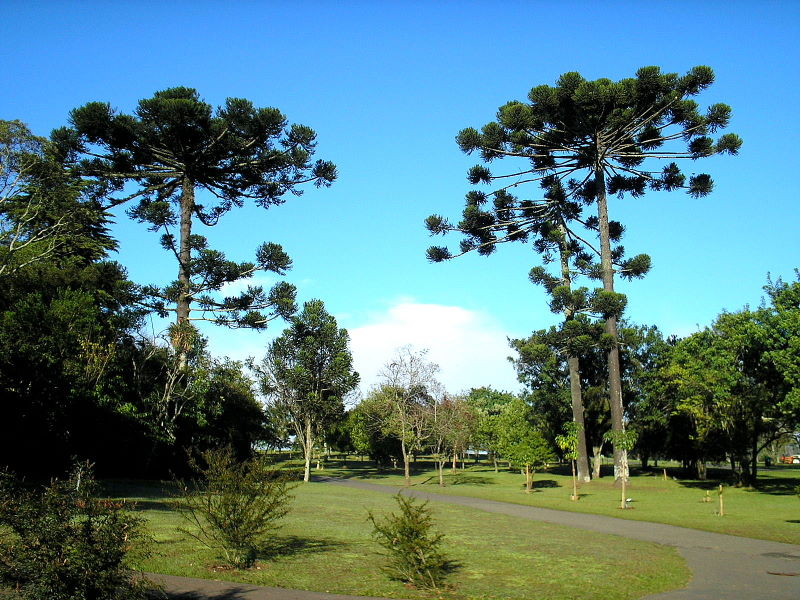
Araucaria angustifolia, araucàries natius de la regió.

Quan la porta d'entrada, es pot observar amplis jardins a l'estil francès en el mitjà de fonts, cascades i llacs, i l'efecte hivernacle de 458 metres quadrats, que posseeix al seu interior les còpies de plantes característiques de les regions tropicals. Es estendrà la seva catifa de flors als visitants just a l'entrada, entre els 6 jardins geomètrics, cada un amb 4 flors - un total de 24 flors - delimitada per Buxaceae i adornat amb flors de temporada. Això ocupa 278.000m² de superfície. L'hivernacle principal, en un estil art nouveau amb una estructura metàl·lica moderna, s'assembla a la de mitjans del segle xix Crystal Palace a Londres, Anglaterra. El Museu Botànic, que ofereix una col·lecció de referència nacional de la flora nativa, atrau investigadors de tot el món. Inclou moltes espècies botàniques procedents dels boscos humits de l'Mata Atlàntica de l'est de Brasil.
El bosc natiu té molts camins per passejar. Darrere de l'efecte hivernacle és el Museu de Franz Krajcberg, l'artista polonès-brasiler que va prendre la causa de la conservació del medi ambient, amb 1.320 metres quadrats de superfície, dividits en aules multimèdia, un auditori amb capacitat per a 60 persones i un saló amb diverses exposicions d'obres donades per artista, representat per escultures i relleus, així com fotografies, vídeos, publicacions i materials educatius.

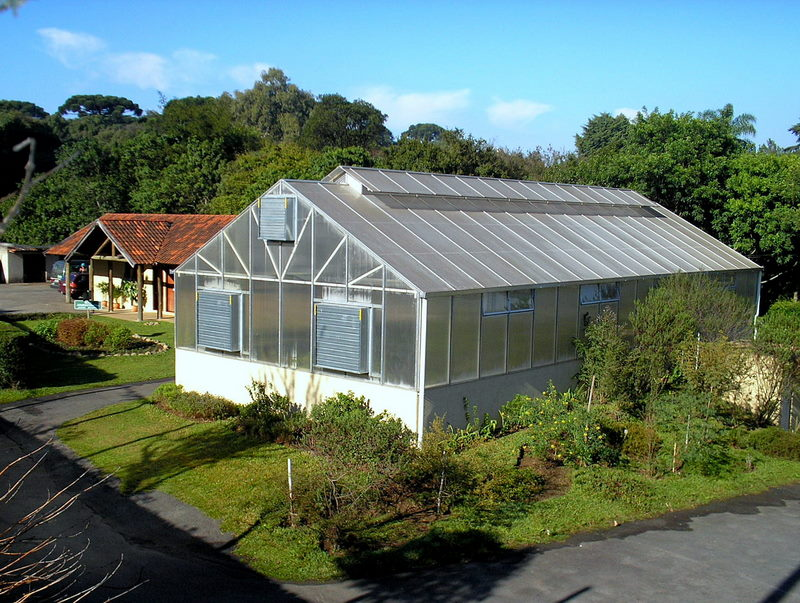
L'efecte hivernacle per a la reproducció de les plantes té 150 metres quadrats.
A l'altra banda hi ha el Museu Botànic, un edifici de fusta que l'entrada amb un pont fet de fusta també. En realitat, el Museu Botànic de Curitiba té l'herbari quart més gran al país. En el front de la construcció hi ha un estany amb carpes, tortugues, agrons, xarxets, etc., i ofereix un llac, un auditori, una biblioteca, una àrea d'exposicions i un teatre. El parc també compta amb pistes de tennis i una pista de ciclisme.

## Les col·leccions de plantes
Més d'una postal de la ciutat, o un lloc d'esbarjo i recreació, és un centre de recerca per a la flora de Paraná, contribuint a l'educació ambiental, preservació i conservació de la natura.
Igual que tots els jardins botànics, el de Curitiba té una gran varietat de plantes i també té l'objectiu de conrear, protegir-los, estudiar-los i reproduir-los.
Una altra d'efecte hivernacle fou construït el 2008 a la investigació, refugi i reproducció de les plantes que viuen al Brasil - i en perill d'extinció - i al Brasil les plantes ornamentals natives. En contrast amb l'efecte hivernacle, això no és obert al públic, sinó que serveix per a la investigació científica i és la llar de plantes rares per evitar la desaparició de la natura. Està fet de policarbonat i té un sistema intern de reg i control de la temperatura.
Jardí de plantes natives;

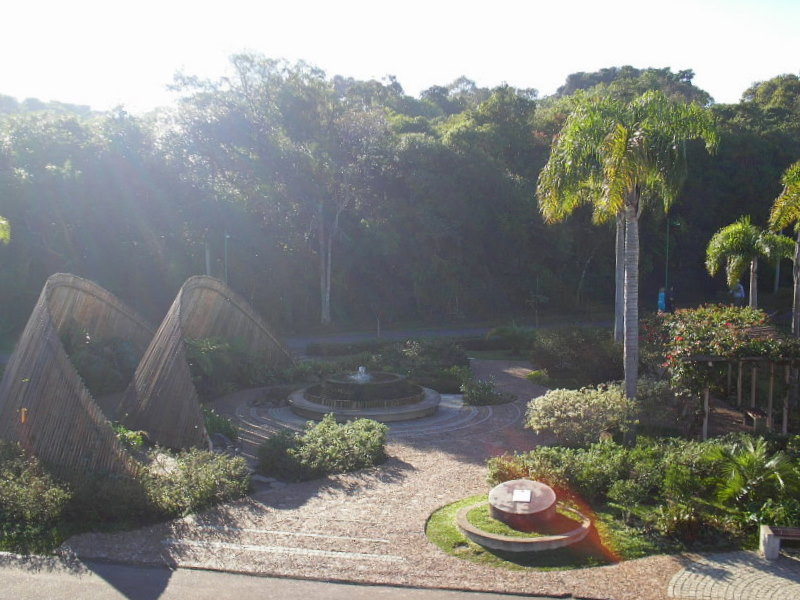
Amb 600 metres quadrats, el Jardim de Plantas Nativas es compon solament amb la flora de Curitiba.

Per tal d'apreciar les plantes natives, el 2007 es va crear el Jardí de Plantes Natives de Curitiba; cada plantes al jardí són natius, inclús l'herba. Com que no té plantes exòtiques, el jardí atreu a molts de papallones i altres insectes pollinitzadors.
Mata Atlàntica Ecosistema;
En el passat, la Mata Atlàntica era el segon bosc més gran de Brasil, en l'actualitat hi ha menys d'un 5% dels boscos al país.
Aquesta és la vegetació natius de Curitiba. Els boscos humits d'araucària és una ecorregió de bosc humit subtropical en el sud de Brasil, i ara és un dels biomes més amenaçats del món, correspon a aproximadament el 40% de la vegetació del Jardí Botànic de Curitiba. El parc va ser creat amb la finalitat de protegir la biodiversitat.
Al costat d'un dels llacs, 200 plàntules d'arbres i arbustos natius de la Serra del Mar de Paraná van ser plantats; la Serra do Mar és un sistema de 1.500 quilòmetres de llarg de les serralades muntanyoses i escarpades al sud-est de Brasil, que s'executa en parallel a la costa de l'oceà Atlàntic. Algunes de les espècies plantades van ser cultivades a la costa del Paraná i després trasplantades al jardí de les plantes de la Serra do Mar.
Flor de Cirerer;
Cada any, al juliol, les prunus serrulata flors, hi ha prop de 30 arbres, plantats en un camí que connecta l'aparcament a la porta d'entrada del parc.
En la capital de Paraná, les primeres plàntules van ser preses pels immigrants japonesos en la primera meitat del segle xx, però va començar a ser plantat en grans quantitats a partir de la dècada de 1990, amb l'obertura del Jardí Botànic. Actualment les plantes de planter són produïts per la ciutat i s'utilitza en la repoblació forestal dels carrers i places.
Jardí de les sensacions;

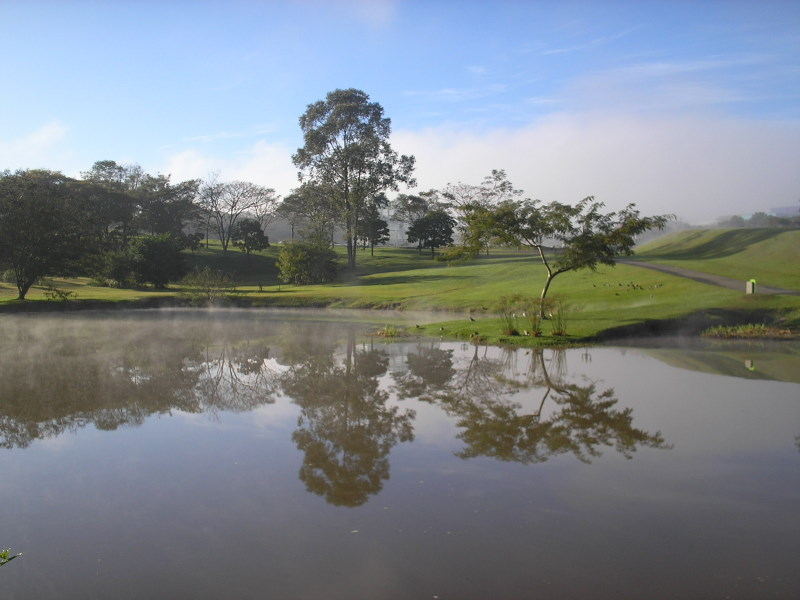
El llac amb plantes de la conca del riu Paraná.

Inaugurat el 2008, el Jardim das Sensações és una pista de 200 metres de llarg on els visitants caminen amb els ulls embenats (sense la visió) per conèixer algunes plantes i paisatges naturals amb els altres sentits. Més de 70 espècies de plantes amb olors, textures, formes i mides completar el curs del Jardí. Ocupa una superfície de 2.381 metres quadrats envoltat d'arbres que ajuden a aïllar el soroll extern i, per garantir la sorpresa, s'oculta per una tanca de bambú. Tots els elements de la pista s'identifiquen en el sistema Braille, el llenguatge fet amb punts en alt relleu utilitzats per persones cegues. L'espai és gratuït i vigilat, on petits grups s'organitzen per fer l'experiència (que pot recórrer el camí amb la bena dels ulls o sense). Rep al voltant de 5.000 visitants a la setmana.

## El Museu Botànic de Curitiba

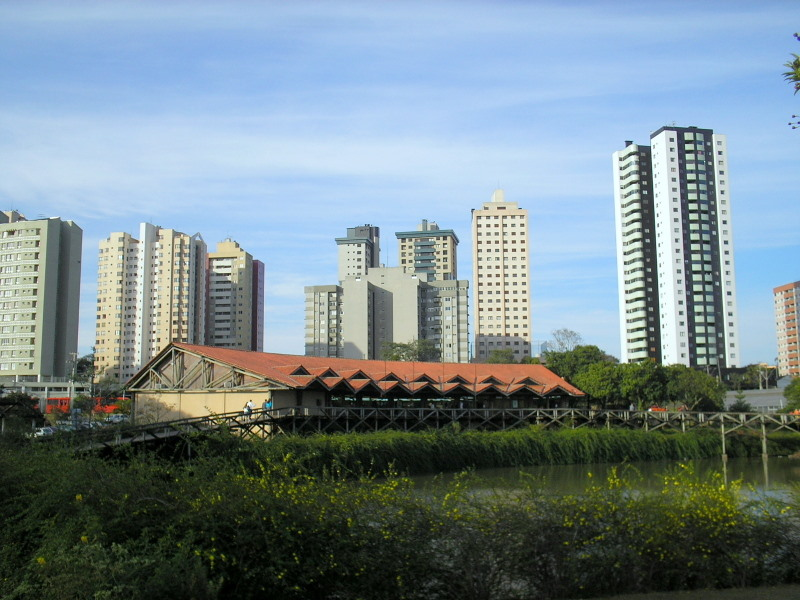
El Museu Botànic de Curitiba.

El Museu Botànic de Curitiba (Museu Botànic de Curitiba) es troba dins el Jardí Botànic de la ciutat, té un ampli espai per a exposicions, biblioteca i auditori. Fou fundada el 1965, quan el botànic Gerdt Günther Hatschbach va donar la seva col·lecció privada al municipi de Curitiba. Avui dia, la col·lecció és el quart més gran al Brasil, amb més de 333.000 exemplars.
El Museu ha desenvolupat un programa d'intercanvi de material botànic, i el material d'intercanvi amb 207 institucions de tot el món (53 al Brasil, 154 en altres parts del planeta). A causa d'aquest programa, al voltant del 90% de la col·lecció ha estat identificat pels especialistes, sinó que fa el Museu Botànic de Curitiba en un referent internacional per al material botànic - rep anualment una mitjana de 400 visitants de recerca científic, i compta amb especialistes i estudiants de postgrau.
Cada any la col·lecció s'incrementa en aproximadament 15.000 exemplars.

## Cultura i arts

### Escultures
Amor Materno ("Amor Maternal") - Escultura de l'artista polonès João Zaco Paraná (nom artístic de Jan Zak) (1884-1961), fosa en bronze i es col·loca en una font. Aquesta escultura va ser realitzada en 1907 (el mateix any, l'artista polonès-brasiler va guanyar el premi especial del Saló de Belles Arts de Brussel·les), i va ser donada per la colònia polonesa del Brasil per honorar a totes les mares Paranaense a la celebració del 300 aniversari de la ciutat en 1993.
Zaco Paraná va emigrar amb els seus pares al Brasil el 1896, va ser l'autor de nombrosos monuments, estàtues, escultures, etc., en diversos estats brasilers i arreu del món.
Torso do Trabalhador ("Tronc Dels Treballadors") - Escultura de l'artista paranaense Erbo Stenzel (1911-1980), fosa en bronze i collocat a l'interior de l'hivernacle, en una font. Aquesta escultura va ser realitzada el 1941 i es va collocar el 1994 per honrar a tots els treballadors del món, quan Curitiba va acollir el Dia Mundial de l'Hàbitat el 1995 - un esdeveniment celebrat per les Nacions Unides per fer una reflexió sobre la situació de les ciutats i el dret humà a un habitatge adequat, a més de recordar al món la seva responsabilitat collectiva per l'hàbitat per a les generacions futures.
Erbo Stenzel néixer en l'Estat de Paraná, descendent d'alemanys i austríacs, realitzat nombrosos monuments i escultures de personalitats de la política de l'Estat i sobre la cultura local.

### Espaço Cultural Frans Krajcberg
El "Frans Krajcberg Espai Cultural" es compon troba darrere de l'efecte hivernacle. Originalment va obrir les portes per ser un orquidari, va rebre les obres d'art en 2003, incloent 110 escultures de gran format (tots a partir de les restes d'arbres cremats o talats il·legalment), relleus, fotografies, vídeos i textos. El nom de "La Revolta", expressa el sentiment de l'artista sobre la completa destrucció causada per l'home en els boscos de Brasil. També hi ha una exposició de fotos preses pels llibres d'escultor i venda relacionats amb l'artista. El propòsit principal de l'espai és, d'acord amb Krajcberg, la consciència ambiental. Totes les obres foren donades per l'artista.
Krajcberg néixer el 1921, a Polònia. Fill d'una família jueva que va desaparèixer en 1945 (en l'Holocaust), es va anar al Brasil el 1948 i es va convertir en un parell d'anys més tard brasilers naturalitzats. Va rebre nombrosos premis a tot el món, i altres "Frans Krajcberg Espai Cultural" -, però a París. No obstant això, al Jardí Botànic de Curitiba va ser el primer lloc en el món que ha estat dissenyat específicament per a les seves obres. La galeria rep uns 60.000 visitants cada any.

### Utilització icònica
El nou Jardí Botànic forma part de moltes altres creacions de l'alcalde Jaime Lerner, que en el moment havia creat el lema de la ciutat "La Capital Ecològica Del Brasil". Ràpidament es va convertir en una icona de la ciutat, i la imatge de l'efecte hivernacle és el més utilitzat en la publicitat històrica de la ciutat, convertint-se en el símbol no oficial de Curitiba, el lloc més coneixements de la ciutat en altres llocs i la imatge que descrits el sud del Brasil a altres indrets.
La ciutat de Concórdia, en l'estat de Santa Catarina, va construir un centre inspirat en l'hivernacle del Jardí Botànic; un altre de construcció evidentment inspirat és el Shopping, a la ciutat de São Paulo. El logotip de la candidatura de Curitiba com a ciutat amfitriona de la Copa del Món de Futbol de 2014 al Brasil també es va inspirar en l'hivernacle del parc.

### La il·luminació temàtica
A mesura que el lloc més coneguda a la ciutat, la imatge de l'hivernacle s'utilitza des de múltiples manifestacions: des del 2008, els llums del parc s'apaguen per una hora com una manera d'unir-se a l'Hora de la Terra (un esdeveniment mundial organitzat pel Fons Mundial per la Natura - WWF - se celebra l'últim dissabte de març de cada any); cada any, a l'octubre, l'hivernacle s'il·lumina amb una rosa, per donar suport al Mes de Conscienciació del Càncer de mama; al desembre, una decoració de Nadal es realitza, com a part del "Nadal de la Llum". I mil dies per a la Copa del Món al Brasil (2014), entre el 16 i 23 de setembre de 2011 es va realitzar un homenatge als colors clars de les banderes de cada país que ha guanyat el campionat: Brasil, Itàlia, Alemanya, Uruguai, Argentina, Anglaterra, França i Espanya.

The Earth Hour 2010.
Els colors de la bandera brasilera en 2010, causa de la Copa del Món..
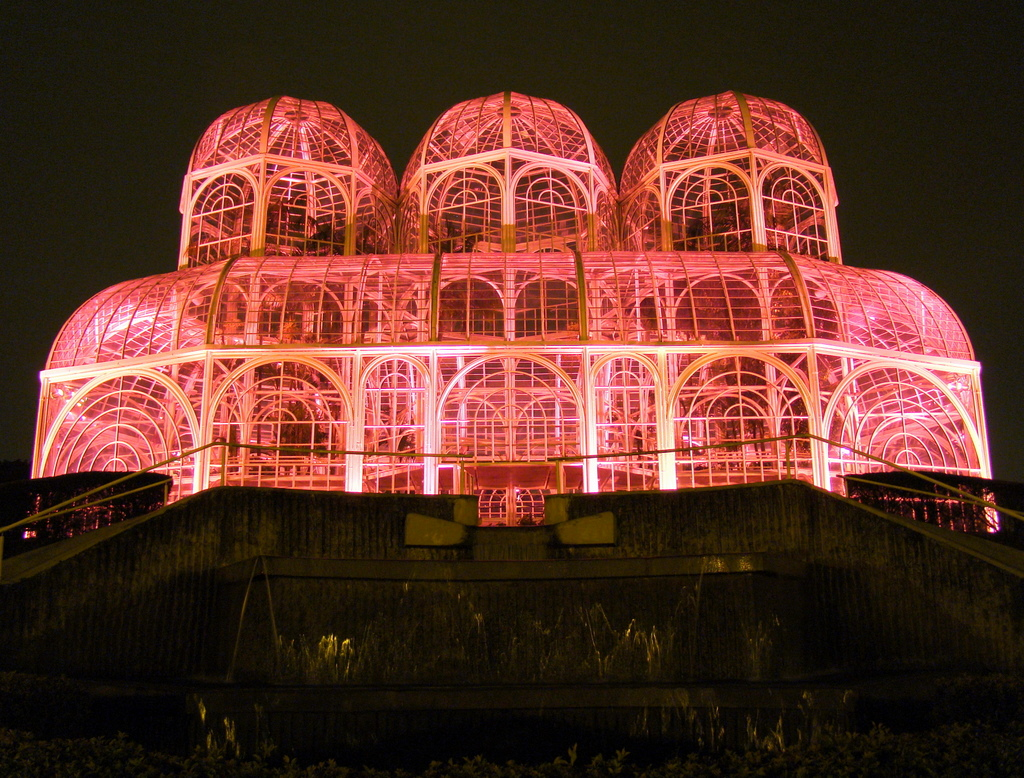
Octubre Rosa.

## Localització
Al Eng Ostoja Roguski, s/n°, Barri Jardim Botânico, Curitiba, Paraná, Brasil.

## Galeria d'imatges

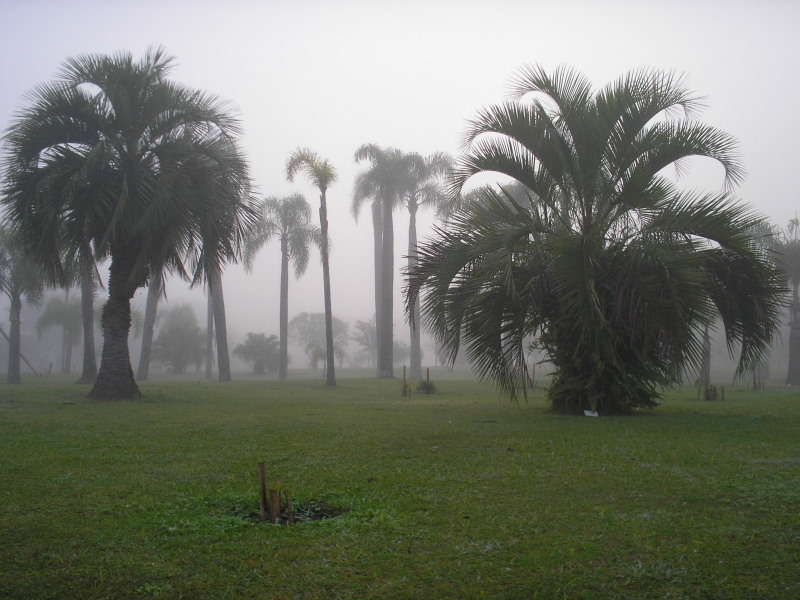
Les plantes natives de la Serra del Mar de Paraná.
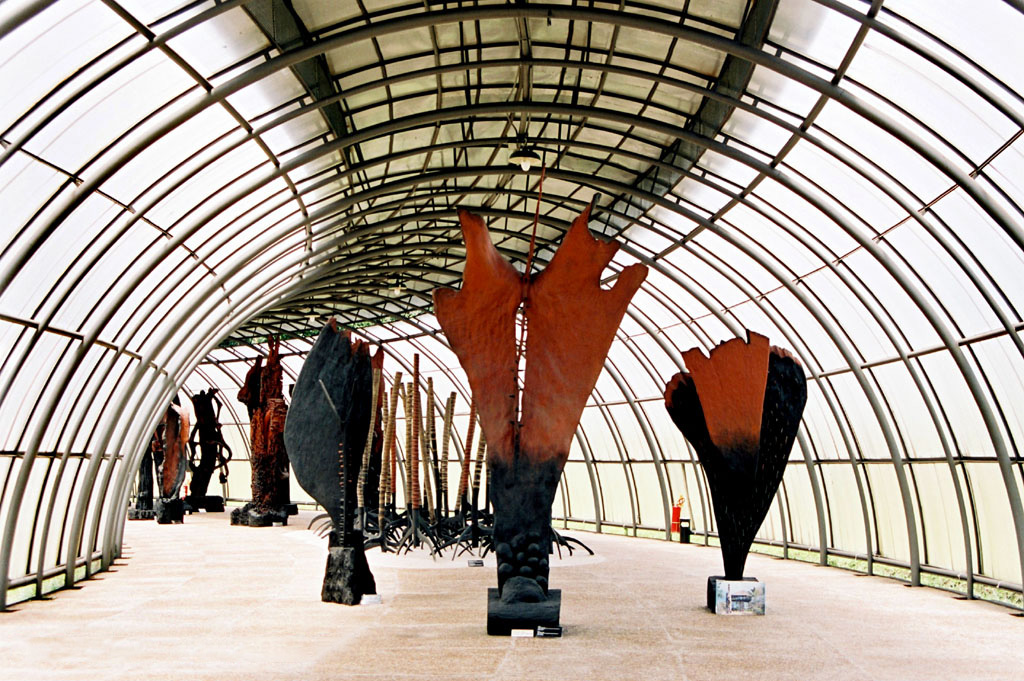
Dins de la galeria.
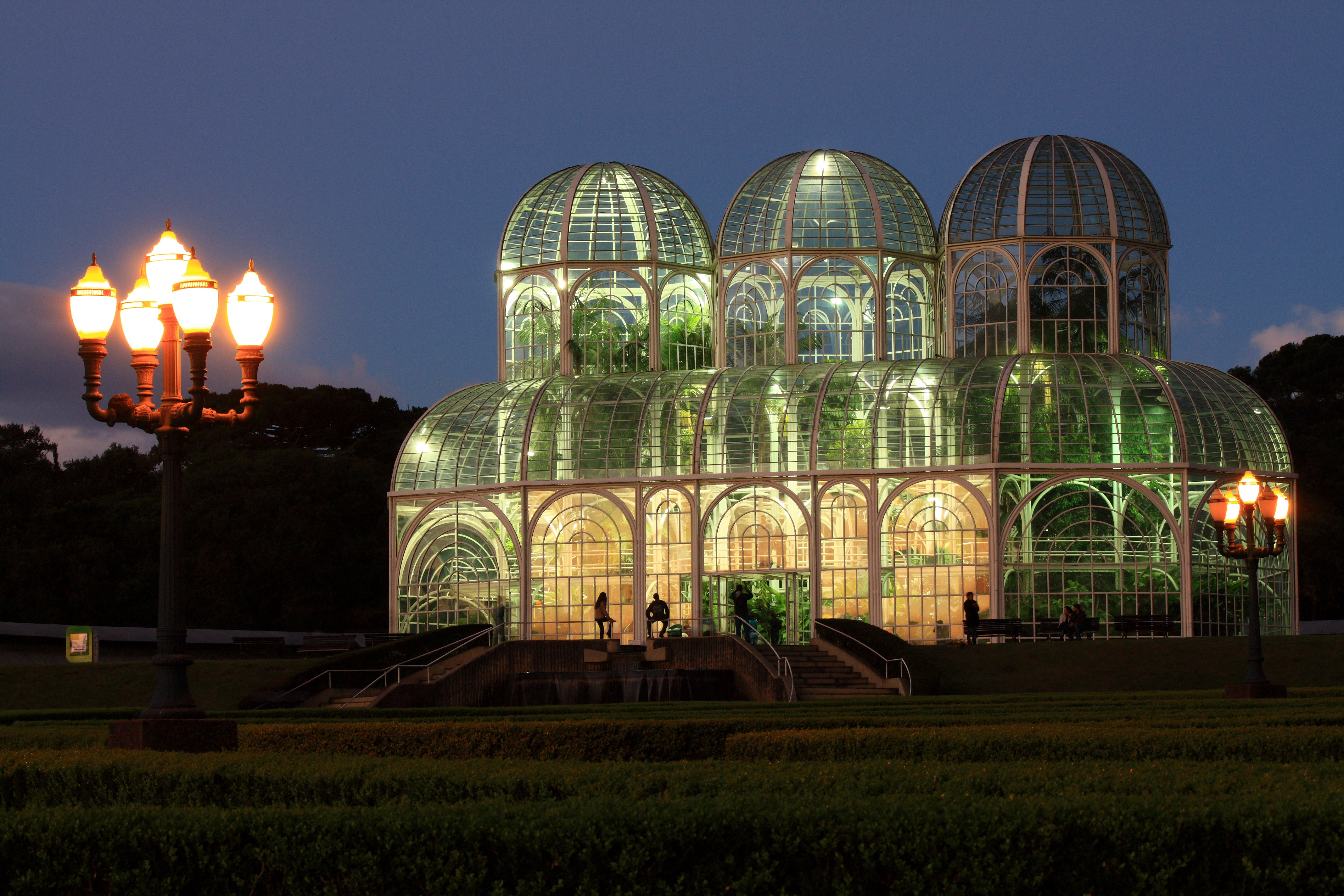
El Jardí Botànic de la nit.
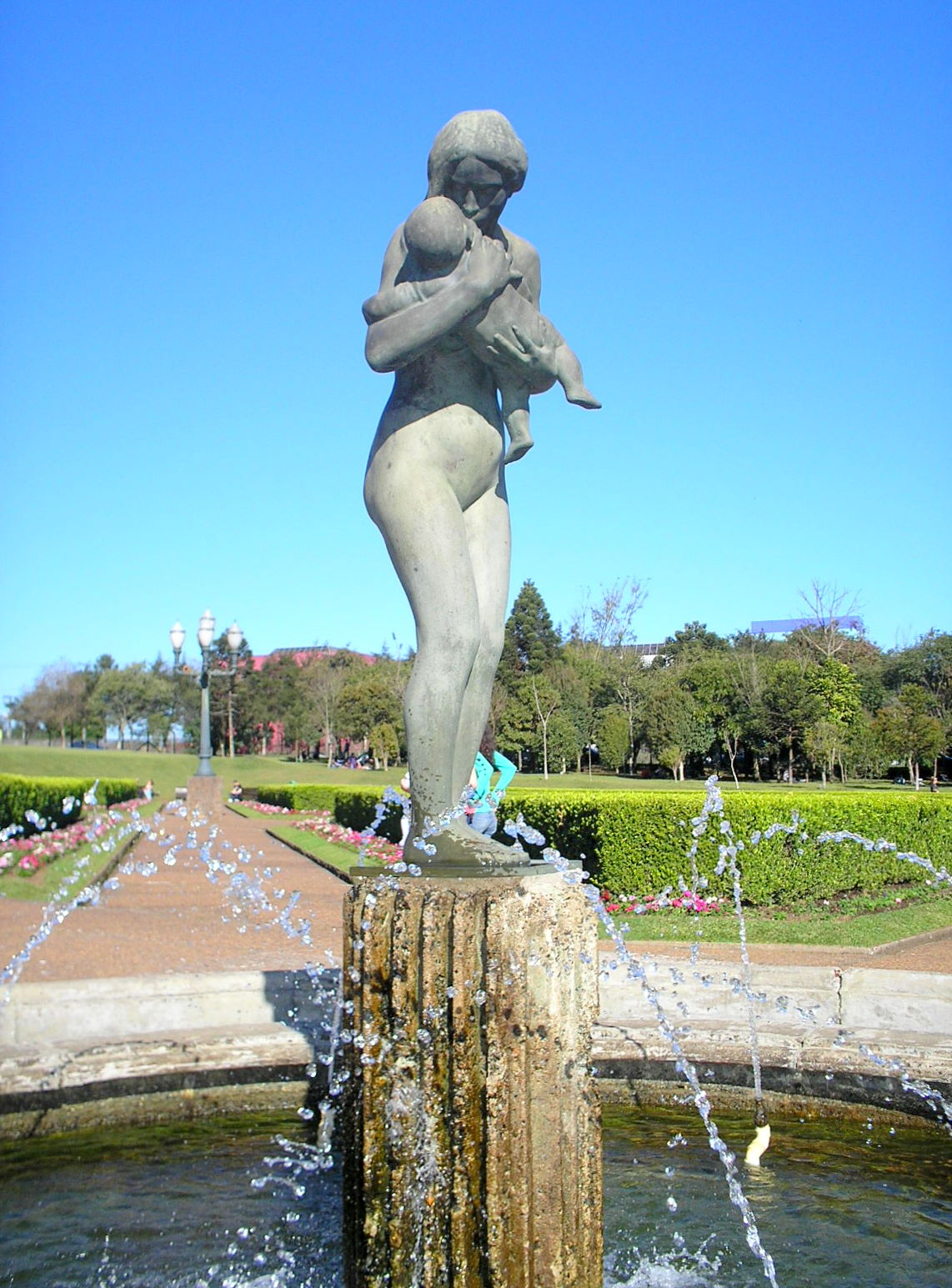
Escultura Amor Materno.
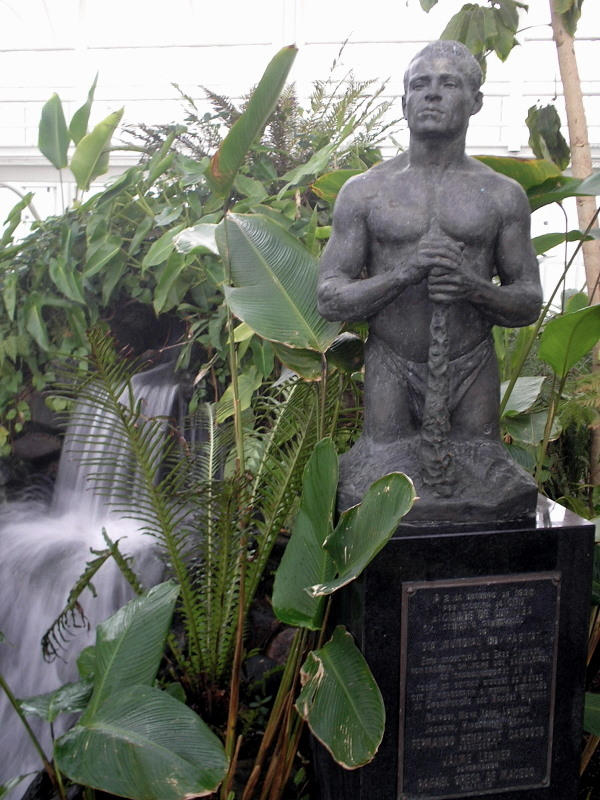
Escultura Torso do Trabalhador.